# 김리
김리(Gimli)는 참나무방패 소린의 12가신 글로인의 아들이다.  계보로는 두린 가문에 속했다. 사우론이 만든 절대반지를 파괴하기 위해 형성된 반지원정대의 일원으로 활약했다. 아라고른과 레골라스 두 사람과 주로 활동을 했는데 모리아 내부, 헬름 협곡 등의 장소에서 격전을 벌였다.
보통의 경우 신다르 요정과 난쟁이는 서로 대립적인 편이였으나 레골라스와 우정을 나눴다.
또한 2차 반지전쟁 이후 드워프들을 이끌고 파괴된 미나스 티리스의 성문을 미스릴로 주조한다.
| “ | 내가 저 귀쫑긋 요정이 들어가는 죽음의 문에 강력한 난쟁이가 못 들어가겠어? | ” |
|   | — 김리                                                                    |   |

## 같이 보기
- 참나무방패 소린 - 김리의 삼종숙(9촌간)으로 나인 2세(Náin II)를 한 조상으로 둠